# Sesame Street
Sesame Street est une série télévisée éducative américaine pour enfants créée par Joan Ganz Cooney et Lloyd Morrisett, produite par The Children's Television Workshop et diffusée depuis le 10 novembre 1969 sur le réseau PBS. Elle est adaptée et/ou doublée dans plusieurs pays.
En France, l'émission doublée en français fait son apparition dès 1974 sous la forme d'une séquence intitulée « Bonjour Sésame ». Puis, l'adaptation française nommée 1, rue Sésame est produite et diffusée de 1978 à 1982 sur TF1. En 1992, la version doublée reprend sous le titre Sésame, ouvre-toi sur FR3, pour ensuite laisser place en 2005 à une nouvelle adaptation, 5, rue Sésame sur France 5 jusqu'en 2024. En Belgique, elle est diffusée à partir de septembre 1976 sur la RTB.
Au Québec, un doublage québécois est diffusé sous le titre Sésame entre le 31 août 1975 et le 28 août 1978 sur la Télévision de Radio-Canada.

## Quelques personnages
Émission inaugurée en 1969, il existe de nombreux changements sur les personnages.

### Marionnettes
|                                  |
| Big Bird et Barbara Bush (1989). |

|                        |
| Cookie Monster (2011). |

|                |
| Rosita (2009). |

|                                           |
| Oscar the Grouch dans la poubelle (2017). |

|                                 |
| Grover avec une famille (2017). |

Version originale américaine :
- Toccata (Big Bird) ;
- Macaron (Cookie Monster), monstre dévoreur de biscuits ;
- Ernest et Bart (Bert and Ernie) ;
- Grover (en), gentil monstre filiforme ;
- Mordicus (Oscar the Grouch (en)) ;
- Le Comte (Count von Count (en)), un vampire qui a la manie de compter tout ce qui se trouve à sa portée ;
- Elmo, petit monstre au pelage rouge et nez orange ;
- L'Horrible (Herry Monster (en)) ;
- Gertrude (Prairie Dawn (en)) ;
- Le Magicien (The Amazing Mumford).

Version française :
- Toccata, l'oiseau géant, et Mordicus, le monstre qui vit dans une poubelle, sont deux créations de la version française, inspirées des personnages originels Big Bird et Oscar.
- Ji-Young, personnage créé en 2021. Sa première apparition est prévue pour les fêtes de Thanksgiving[2].

### Personnages réels
- M. Hooper, épicier, interprété par Will Lee[3] ;
- Molly la postière. Personnage secondaire de l'émission, elle était jouée par Charlotte Rae, connue pour avoir interprété Madame Garrett dans la sitcom Arnold et Willy ;
- Linda, la bibliothécaire, interprétée par Linda Bove ;
- Gordon, professeur de l'école, interprété par Matt Robinson[3].

## Production
Au XXe siècle aux États-Unis, l'échec scolaire des jeunes enfants devient un gros problème. Il s'agit d'échecs à l'école élémentaire. Bien qu'obligatoire, de nombreux enfants refusent définitivement de retourner à l'école,.
N'étant pas satisfaits de l'explication stéréotype de la pauvreté, des chercheurs en sociologie de l'éducation n'hésitent pas à visiter les foyers. Ils découvrirent que ces foyers manquent d'idées abstraites,. Par conséquent, à mesure que le programme avance, ces enfants perdent très rapidement leur compréhension et leur moral. Les psychologues Robert D. Hess et Virginia C. Shipman de l'université de Chicago arrivent à une conclusion similaire. Surtout, ils trouvent que la capacité des mères de la classe moyenne est, avec leur excellente précision de vocabulaire, bien supérieure à celle des mères des pauvres,,. Ces scientifiques considèrent que l'entrée dans l'école primaire est trop tardive pour sauver ces enfants. Il est à remarquer qu'au XXe siècle, aux États-Unis, le programme de l'éducation publique avait fortement évolué et s'était adapté à la classe moyenne, avec l'enseignement de l'histoire, de la géographie, des mathématiques et des sciences.

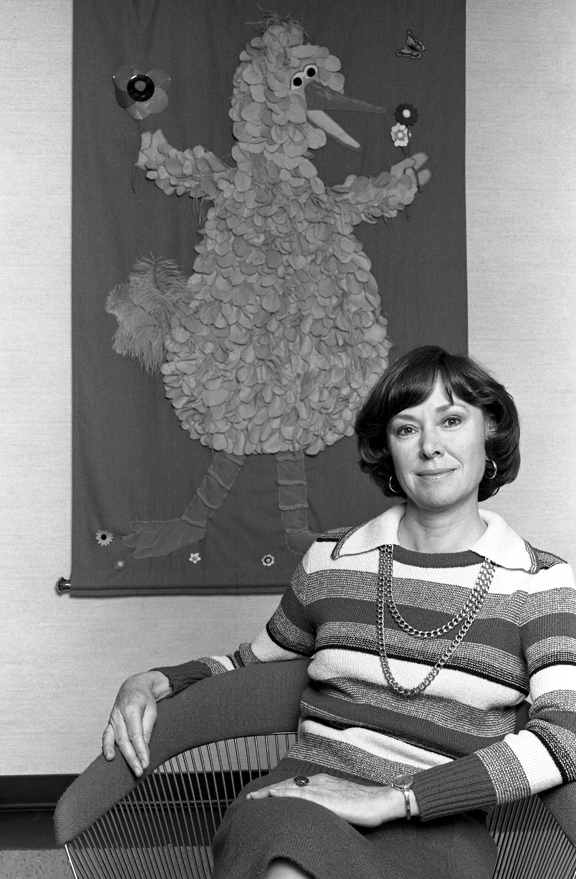
Joan Ganz Cooney (BA de l'université de l'Arizona), devenue directrice du CTW.

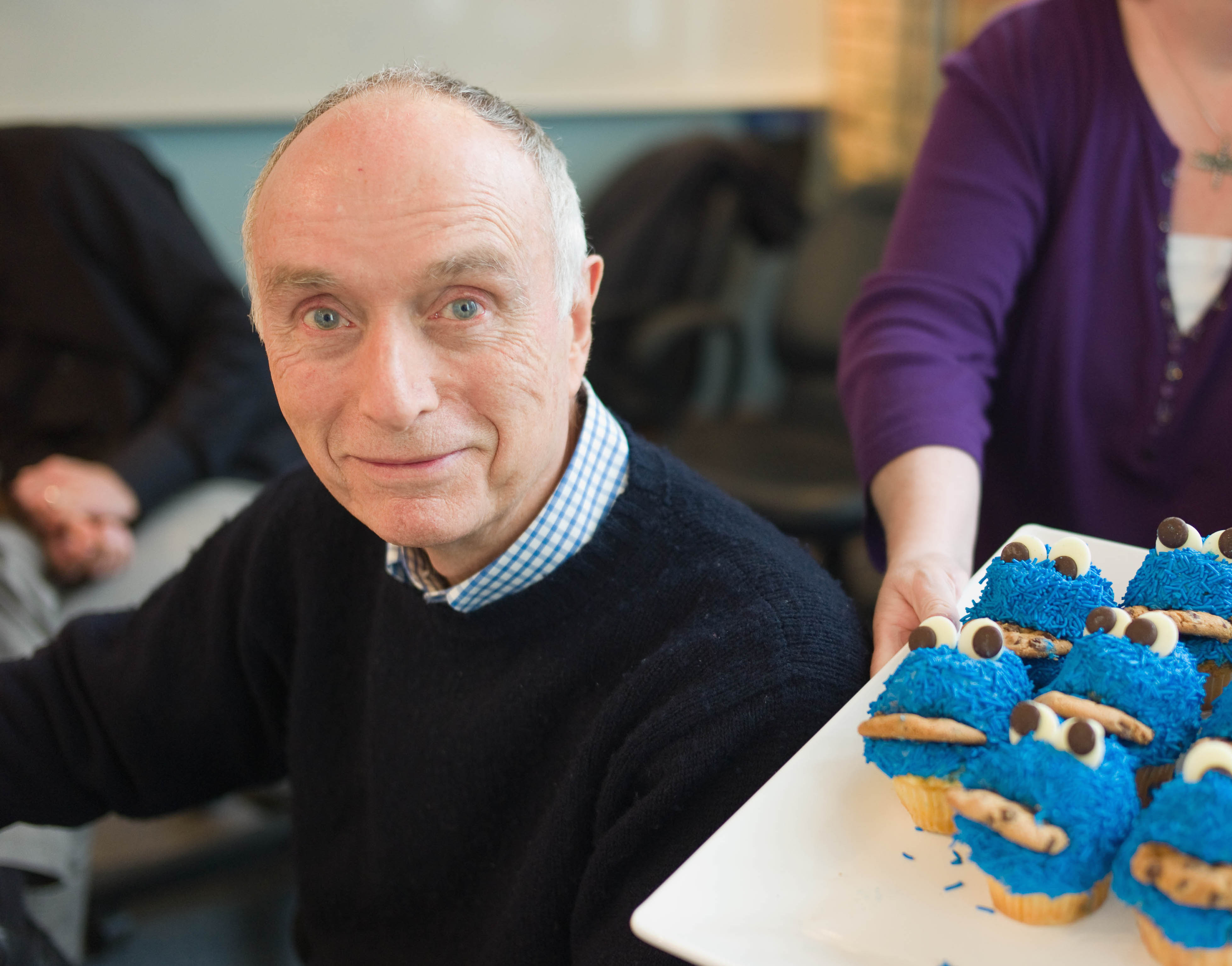
Lloyd Morrisett (PhD de l'université Yale), cofondateur.

En cherchant une solution, les scientifiques trouvent un très bon moyen : la télévision, qui est alors en plein développement. Même des foyers américains dont le revenu est inférieur à 5 000 dollars, 90% possèdent déjà le téléviseur (et 95% pour la population totale). En février 1966, cette idée parvient à Lloyd Morriset, qui travaille alors auprès de la Carnegie Corporation à New York, fondation consacrée à l'éducation. Il est sollicité par Joan Ganz Cooney, qui souhaitait sauver les enfants pauvres,. En novembre, Morrisett commence à rassembler les soutiens financiers tandis que Cooney cherche, tout seule, le personnel pour former une équipe.
Il existe une autre raison pour laquelle ce programme était attendu. Dans les années 1950 et 1960 aux États-Unis, les émissions de télévision ont eu tendance à verser dans la violence et le commercialisme, ce qui était critiqué, notamment par de nombreux parents de la classe moyenne, des religieux, des politiciens et des psychologues,.
Le projet datant d'avant le premier choc pétrolier, Lloyd Morrisett réussit, avec les résultats de leurs études, à obtenir plusieurs soutiens historiques très importants à partir du secteur public. Pendant les deux ans de préparation, un montant de 8 millions de dollars est débloqué,. La moitié est financée par le département de l'Éducation des États-Unis. D'autres subventions sont issues de la fondation Carnegie, de la fondation Ford, de la fondation Merkle, de l'Operation Head Start et de la Corporation for Public Broadcasting.
Le Children's Television Workshop (CTW), association à but non lucratif, fait venir de talentueux directeurs et auteurs du secteur privé. C'est ainsi que Joan Ganz Cooney reçoit une lettre, expédiée par le président adjoint de la chaîne CBS, Michael Dann, lui recommandant David D. Connell pour le poste de producteur délégué. Connell était le producteur principal de l'émission Captain Kangaroo de la CBS. À la faveur de ce nouveau projet, Michael Dann n'hésite pas à débaucher ce producteur talentueux : « Vous allez faire une terrible erreur, si vous ne sélectionnez pas cet homme qui a une expérience formidable. » Les gens habitant dans une rue d'une grande ville, idée très originale pour l'émission d'enfants, sont l'invention de l'auteur Jon Stone, qui était également un membre de l'équipe de Captain Kangaroo.
De surcroît, le CTW se compose également de psychologues et de pédagogues pour les enfants, ce qui est une nouveauté pour l'époque. Ainsi, douze professeurs de l'université Harvard participent à ce projet. Parmi eux, Gerald S. Lesser, psychologue, est le directeur des conseillers qui resta en cette fonction jusqu'en 1996. Un autre personnage important est le docteur Edward L. Palmer, pédagogue de l'expérience, qui est devenu l'un des fondateurs du CTW et qui fut ensuite le président adjoint des chercheurs durant 19 ans.
L'émission commença ainsi le 10 novembre 1969.

## Rôle important de Gerald S. Lesser
Éminent professeur de l'université Harvard, Lesser a été dissuadé par ses collègues, de s'engager dans un sujet non académique tel que la télévision. Cependant, il considérait que ce moyen avait un grand potentiel pour que les enfants puissent développer leur intelligence.
Il est également l'un des personnages les plus importants de ce projet. D'abord, Lesser fait fixer la discipline la plus essentielle : l'émission doit être produite à la base des programmes pédagogiques, et non, d'amuser les enfants, caractéristique trouvée dans toutes les émissions de son époque. En effet, la plupart des américains considèrent que l'enseignement dédié à l'apprentissage pour les enfants d'âge préscolaire serait trop hâtive. Il s'agit donc d'une ligne de conduite inédite. Ensuite, pour le projet, il organise une série de sessions durant été 1968, y invitant psychologues, sociologues, enseignants, directeurs de télévision, auteurs des livres pour les enfants et responsables de divertissement. En qualité de directeur, il réussit à intégrer ces spécialistes qui n'avaient aucune connaissance commune sur ce sujet. Grâce à lui, une excellente communication s'établit parmi eux. Enfin, avant l'inauguration, ils obtiennent un programme éducatif très détaillé, qui précise les objectifs pédagogiques, sous la direction de Lesser.
Cette émission reste l'intervention éducative la plus recherchée dans l'histoire de la pédagogie. Plusieurs milliers d'études furent consultées par ses conseillers, sur base desquelles le programme est construit. Lesser n'hésite pas à adopter quelques études très avancées. Ainsi, la théorie de l'évaluation formative est une clé de Sesame Street. Tout épisode diffusé est évalué avant tout par la réponse des enfants. Les chercheurs constatent ce qu'ils apprécient et comprennent et ce qu'ils n'apprécient pas et ne comprennent pas. Ils analysent aussi ce qui charme ces enfants et ce qui leur fait plaisir. L'émission est toujours examinée et analysée, dans l'optique de l'améliorer.
Lesser profite également du diagramme de Venn, afin de trouver une cohérence entre le programme, l'évaluation, les études continues et la production. Tels sont les éléments requis, de sorte que l'excellence dans la production soit atteinte.
De surcroît, l'objectif de Sesame Street est non seulement la scolarisation des enfants, mais aussi la socialisation. L'émission n'évite pas les sujets sérieux : il faut que les enfants les comprennent. Ainsi, lorsque l'acteur Will Lee qui jouait M. Hooper, meurt en 1982, un épisode consacré, faisant preuve d'une excellente délicatesse, est diffusé. En 2005, à la suite de la catastrophe de l'ouragan Katrina, l'équipe présente le nid détruit de Big Bird, attristé. Un personnage lui dit : « C'est bien, Big Bird. Tout va bien aller. » La réponse de Big Bird : « Tout ne va pas bien. » L'homme lui répondit : « Tu as raison, Big Bird. Tout ne va pas bien. » L'épisode apprend aux enfants qu'il faut constater et comprendre correctement la réalité de la vie, même si elle est désagréable.

## Tournage de l'épisode
En 1970, chaque épisode de Sesame Street coûte 28 000 dollars tandis qu'une publicité des chaînes américaines reste, le week-end au matin, à 7 500 dollars environ. En effet, le tournage est si strictement contrôlé par les spécialistes que l'émission en devient vraiment coûteuse. D'abord, le plan initial en semestre est méticuleusement conçu par une école de médecine. Puis, après avoir été examiné par les chercheurs, dont le responsable était le docteur Palmer, le programme quitte le département de recherche et est confié au bureau de scénario. C'est Jeff Moss, directeur des auteurs, qui traite alors le matériel. Jusqu'au tournage, qui dure trois semaines, Moss et son équipe élaborent les textes. Le scénario final, contrôlé et adopté est ensuite donné à l'équipe de marionnettistes et aux acteurs. Le tournage se déroule alors avec cinq appareils d'enregistrement. Les matériaux enregistrés sont ensuite traités grâce à la technique développée à Hollywood. Le contrôle final effectué, après environ deux semaines d'attente, l'épisode est diffusé,.´

## Réaction du public

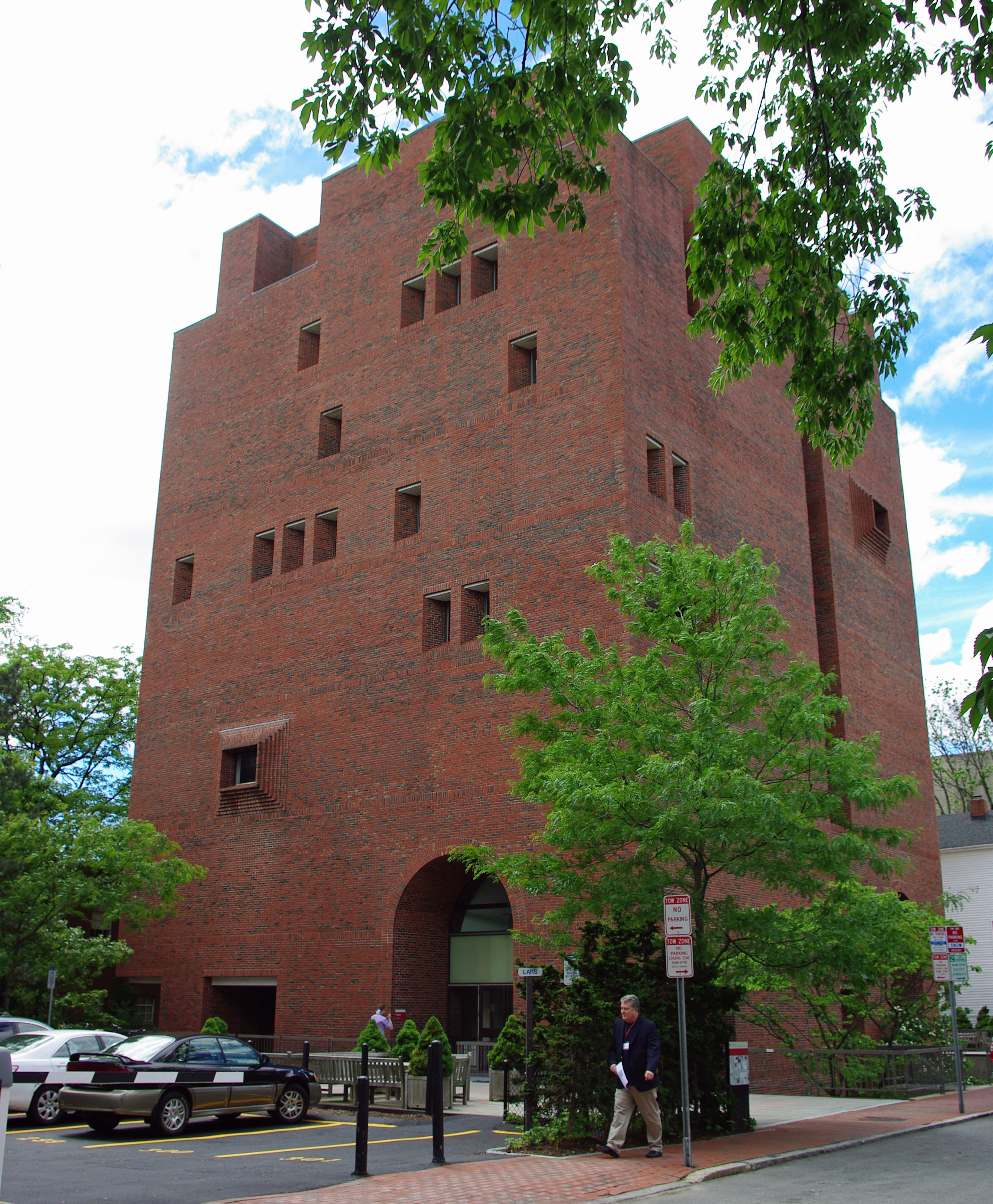
Un des facteurs clés de succès était la participation de plus de 30 chercheurs pour la préparation de l'émission, venant de plusieurs universités. Par exemple, 12 professeurs de cette Harvard Graduate School of Education étaient des membres du projet.

### Appréciation par les journalistes
De nombreux journalistes s'intéressaient au programme de Sesame Street. Avant le premier épisode déjà, le magazine TV Guide écrivait : « Indiscutablement, il s'agit de la production la plus prestigieuse et la plus exhaustivement étudiée, et jamais achevée auparavant, dans l'optique d'éduquer les enfants d'âge préscolaire (3 à 5 ans) chez eux et sur le petit écran. » Dans la première semaine, en novembre 1969, la Saturday Review l'a qualifiée de : « spectacle le plus complètement étudié dans l'histoire de la télévision. »
Ces avis ont été suivis de ceux d'autres magazines majeurs américains comme Time, Newsweek, Life, Look, Good Housekeeping et Ebony. Des spécialistes aussi ont manifesté leur admiration par leurs articles dans les revues Publishers Weekly, Today's Health, Nation's School et PTA Magazine. En outre, entre octobre et décembre 1969, plus de cent articles et éditoriaux sur l'émission sont apparus dans les journaux américains, dans toutes les régions.

### PhénomèneSesame Street
Le 24 mai 1970, The New York Times publie un article très détaillé sur l'émission Sesame Street. Seulement quelques mois après l'inauguration, ce programme connaît déjà un grand succès.
L'objectif du programme, sauver les enfants dans la pauvreté de l'échec scolaire, est déjà récompensé. Un sondage effectué à Bedford-Stuyvesant en mars 1970 montre que 90% d'enfants âgés de 2 à 5 ans, qui ne sont accueillis ni à l'école maternelle ni à la crèche, regardent cette émission. Un autre sondage, par Nielsen, indique qu'en décembre 1969 et pendant une semaine, 2,2 millions de foyers regardent au moins une partie d'émission chaque jour. Celui-ci estime qu'aux États-Unis, presque la moitié des 12 millions d'enfants en âge préscolaire regardent Sesame Street sur l'écran offert par l'administration. Ainsi, à l'Île d'Alcatraz, 42 enfants indiens de cette catégorie la regardent dans la cour commune. À Chicago, ce programme est l'émission la plus regardée, devant la célèbre série The Beverly Hillbillies et jeu télévisé Concentration. The New York Times n'hésite pas à conclure : « En bref, presque tout le monde aime ce spectacle » notamment ces enfants pauvres. Le magazine Time, quant à lui, estime durant la même année que 7 millions d'enfants en âge préscolaire regardent cette émission chaque jour.
En ce qui concerne le résultat pédagogique, les chercheurs du CTW, présidé par le docteur Palmer, effectuent leur première étude sur l'émission. 130 enfants dans la pauvreté et habitant à Long Island, dans les États du Tennessee et du Maine ont été divisés en deux groupes. Un groupe a profité, pendant six semaines, de l'émission de Sesame Street tandis que l'autre est privé de ce moyen. Pour le premier, avant que l'équipe ne commence cette étude, un sur quatre pouvait nommer la lettre W. Six semaines plus tard, leur nombre avait doublé. Les enfants regardaient surtout l'émission sur Wanda la sorcière. Au contraire, le groupe non-téléspectateur n'avait aucun gain de connaissance.
Le journal ajoute encore que cette émission est capable d'aider le développement intellectuel des enfants. Dans l'État du New Jersey, un parent a été réveillé au milieu de la nuit par son fils de 3 ans, récemment devenu spectateur de Sesame Street. Il avait crié en serrant son oreiller : « Maman ! Papa ! Mon oreiller, c'est un rectangle ! », Le garçon avait obtenu une capacité à employer un mot abstrait rectangle pour un objet particulier oreiller.
Enfin, le président des États-Unis, Richard Nixon, félicite le succès de l'émission, en expédiant une lettre à Joan Ganz Cooney : « L'atelier de télévision pour les enfants mérite certainement les éloges qu'il a reçu des jeunes et des moins jeunes dans tous les coins du pays. Cette administration s'engage, avec enthousiasme, à offrir des possibilités à chaque jeune, en particulier au cours de ses cinq premières années de vie, et est heureuse de figurer parmi les parrains de votre programme distingué. »
Il est à noter qu'en raison de la qualité de cette émission, ce qui la rend très coûteuse, 6 millions de dollars supplémentaires de subventions sont accordés pour réaliser 130 épisodes, réservés à partir de la 2e saison.

## Critiques
Accueilli grandement par le public, le programme n'a cependant pas pu empêcher les critiques de quelques spécialistes.
Sœur Mary Mel O'Dowd, très connue par sa contribution pour le programme Head Start, doutait un effet négatif de l'émission. Quoiqu’elle admît l'efficacité de Sesame Street dans certains catégories (compter les chiffres, reconnaître les lettres d'alphabet ...), un enfant peut se tromper facilement sans conseils d'un enseignant ; il faut, selon elle, les expériences personnalisées qui peuvent corriger les erreurs des enfants. De plus, si le budget de Head Start est réduit en faveur de l'émission, cette économie aura un résultat grave, car l'émission n'est pas capable de remplacer ces enseignants de qualité et leur capacité de personnalisation. La réponse de Joan Ganz Cooney était qu'il s'agit d'un programme qui pourrait aider à rendre efficaces et à enrichir les programmes préscolaires, et non celui de remplacement,.
Oralie McAfee, enseignante de l'école maternelle sous l'université d'État du Colorado, aussi révélait la limite de cette émission. L'apprentissage des enfants n'est possible, dans certains domaines, que par leur action. De plus, sur l'écran, par exemple le rond est limité en deux dimensions. Or, les enfants peuvent, très facilement, apprendre le rond en trois dimensions, en mangeant une orange ou un pamplemousse.
Frank Garfunkel, professeur d'éducation auprès de l'université de Boston, quant à lui, critiquait le manque de structure. 30 secondes de nouveau enseignement après 30 secondes d'autre, cette succession en vrac ne serait pas efficace pour les enfants. L'idée du CTW était différente : il faut répéter, répéter et répéter, car la cible principale de l'émission, ce sont les enfants dans les foyers dont les parents sont les moins éduqués, les plus pauvres. À vrai dire, l'équipe avait été inspirée par ce que fait la publicité. Il faut continuer à attirer l'attention de ces enfants. En effet, les chercheurs avaient trouvé que ces enfants ne sont capables de se concentrer, longtemps, sur aucun sujet. Et c'est la raison pour laquelle l'émission manque toujours de personnage principal. Encore le docteur Edward L. Palmer précisait-il que tous les segments de l'émission doivent manifester à chaque enfant : « Cette émission est à toi ».
Terrance O'Flaherty, célèbre critique et diplôme de l'université de Californie à Berkeley, accusait la vulgarité de l'émission. Selon lui, cette dernière était si dangereusement adoptée dans le programme que le niveau de l'éducation risquait de chuter. En fait, il n'était pas possible de satisfaire tous les parents. Parmi les courriers que le CTW a reçus, 15% d'avis étaient les protestations. Ceux qui concernaient étaient, par exemple, de mauvaises caractéristiques de Cookie Monster (Macaron en France), qui mange n'importe quand, n'importe quel objet, de façon barbare. Certains parents avaient été choqués par l'imitation de leurs enfants avec la langue très familière et l'action rude. En conséquence, une mère avait décidé d'interdire l'émission à sa fille de quatre ans.
Critique inattendue, c'était l'opposition contre la caractéristique de Roosevelt Franklin, professeur noir d'une école fondamentale. La communauté des noirs, de la classe moyenne, a protesté, en considérant que ce personnage représentait un stéréotype des noirs, négatif. En dépit de la popularité de cette marionnette, Roosevelt Franklin a été retiré en 1975, après la saison 7,

## Évolution du programme Sesame Street
Après plusieurs années de diffusion, l'objectif de l'émission a été à nouveau examiné, au début des années 1970. D'abord, la mission du CTW est devenue plus importante : celui-ci devait présenter, à d'autres ateliers de télévision, qu'un programme pédagogique plus rigoureux peut être préféré par le grand public. Ensuite, il fallait qu'une question essentielle soit étudiée par de nombreux pédagogiques, psychologues, journalistes et chercheurs : ce programme est-il vraiment capable d'enseigner les enfants préscolaires ? Enfin, l'émission de Sesame Street était un laboratoire du multiculturalisme, dans l'optique d'intégrer, à la société des États-Unis, les minorités, notamment les noirs, les hispaniques et les indiens, en conservant leur identité.
Sur ce dernier sujet, il est vraisemblable que l'émission inaugurée a contribué à intégrer la société américaine. En effet, en mai 1970, elle avait été interdite par la commission pour la télévision éducative de l'État de Mississippi. La raison pour laquelle la décision avait été prise (3 membres contre sa diffusion et 2 pour) était que, dans l'émission, les enfants blancs et les enfants noirs jouent ensemble. Sous l'anonymat, un membre expliquait à un journaliste : « L'État de Mississippi compte de si nombreux problèmes qu'il n'est pas possible que cette émission soit diffusée. Nous ne sommes pas encore prêts. » En fait, la commission craignait que le fonds ne perde le financement pour l'expansion de son nouveau canal ETV (Mississippi Educational Television), créé également en 1969. Cette interdiction a provoqué une immense réaction aux États-Unis. Plus tard, la révocation a été tenue, en faveur de Sesame Street,. Il est à noter qu'à cette époque-là, à la différence de la plupart des pays qui développaient le programme de l'éducation nationale, aux États-Unis l'enseignement était considéré comme le service public donné par chaque gouvernement local. Le programme national n'existait pas.
La directrice Cooney a écouté, de même, la critique de la National Organization for Women, sur le sujet de l'égalité des sexes. Après le premier épisode, Suzan, femme au foyer, est devenue professionnelle, en tant qu'infirmière. Une écrivaine a été recrutée dans l'optique de mettre en place le point de vue des femmes. Pour répondre à une autre critique qui soulignait trop de répétition, à partir du deuxième épisode, un sujet est traité avec plus de temps. Le programme privilège désormais plus de dialogue avec les enfants,.
En juin 2000, le Children's Television Workshop a modifié son nom, devenant Sesame Workshop. Car, à la suite de l'évolution de médias, la télévision ne reste plus le moyen unique de l'éducation. Dorénavant, cet atelier bénéficie de toutes les manières possibles, tels livre, Internet, CD-ROM.
Or, d'après Joe Blatt de l'université Harvard, qui félicitait le 50e anniversaire de l'émission en 2019, Sesame Street garde les disciplines du premier directeur Gerald S. Lesser. Le programme respecte toujours tant la science, à savoir méthode expérimentale, que la pertinence sociale. Ainsi, l'émission venait d'ajouter une marionnette Julia, caractérisée de l'autisme.

## Influence de l'émission sur des chaînes américaines
À la suite du succès de Sesame Street, la manière de ce programme a été imitée par les trois majeures chaînes américaines, quand bien même cela n'aurait été que partiel. Ces chaînes, American Broadcasting Company, CBS Broadcasting et National Broadcasting Company, ont commencé leur émission pédagogique enseignant les lettres, par exemple, et en créant leurs propres mascottes. De surcroît, toutes les trois ont été nommées président adjoint pour le programme éducatif. Ainsi, après avoir soutenu le CTW, Chuck Jones a été nommé à ce poste de la chaîne ABC. En partageant le même esprit, il a amélioré le programme des enfants auprès de cette chaîne.
« En admettant que l'émission Sesame Street ne soit pas parfaite », dit Chuck Jones, mais il l'appréciait et considérait que celle-ci a commencé quelque chose pour les enfants, telle l'animation produite par l'atelier de Walt Disney. Toutefois, en 1970, le sociologue Wilbur Schramm, qui était spécialiste de la communication, évaluait qu'en fait, le média maintienne le statu quo. Selon lui, il ne s'agissait pas de réforme fondamentale.
L'un des obstacles est le budget ; la méthode Sesame Street est tellement coûteuse que la chaîne privée n'est pas capable d'arriver au même niveau. Interrogé, un producteur de Hollywood a répondu : « Il n'est pas juste de comparer le programme privé avec Sesame Street. Donnez-moi 8 000 000 de dollars, et je pourrai, moi aussi, inaugurer un programme pédagogique autant que faire se peut. » Aussi le Sesame Workshop (ancien CTW) reste-t-il une unique organisation qui est capable d'évoluer les programmes pédagogiques dans ce domaine.

## Évaluation en longue durée après 50 ans d'émission
Lors du 50e anniversaire de l'émission (2019), Melissa S. Kearney (université du Maryland) et Philipp B. Levine (Wellesley College) ont présenté leur étude, effectuée afin d'évaluer exactement la fonction de Sesame Street dans la société américaine. Les résultats sont très positifs : le programme éduquait correctement les enfants qui regardaient l'émission lorsque cette dernière a débuté en 1969.
En faveur de cette étude, les chercheurs ont remarqué ce qui limitait l'émission. Au début, celle-ci était principalement diffusée par le Public Broadcasting Service (PBS). Cependant, l'organisation utilisait déjà une nouvelle technologie, ultra haute fréquence (UHF). Les foyers qui ne possédaient que la télévision de très haute fréquence (VHF) n'étaient pas capables de recevoir le service de PBS. Donc, Kearney et Levine ont réussi à distinguer les deux groupes dans la population américaine : les enfants de moins de 6 ans en 1969 et regardait l'émission Sesame Street grâce à la télévision UHF ainsi que les enfants privés de cette émission. Lors de l'inauguration, aux États-Unis deux tiers des foyers environ pouvaient la regarder. En outre, la disponibilité variait selon les régions et communes. Boston était une des villes où la plupart des foyers pouvaient regarder cette émission alors qu'à Los Angeles, ceux qui étaient privés de celle-ci dépassaient la moitié de la population. Ces scientifiques ont poursuit ces deux groupes en utilisant les données administratives de 1980, 1990 et 2000.   
Le premier résultat obtenu était que de regarder cette émission a créé, immédiatement, une meilleure note à l'école élémentaire. Notamment, cet effet a apparu dans la catégorie des élèves masculins, noirs et non-hispaniques, qui habitaient dans les quartiers les plus pauvres et défavorables. C'est conformément ce que les fondateurs du programme souhaitaient. On constate cette amélioration tant sur les filles que sur les garçons, mais c'étaient ces derniers qui profitaient davantage de l'effet de l'émission. On s'aperçoit la même tendance pour l'école secondaire (achèvement sur la mathématique, le lexique et la lecture). Et le premier groupe, spectateurs, avait 14% plus de capacité d'accéder à ces établissements secondaires. Le décalage entre les deux groupes reste encore. Une fois arrivé à l'âge adulte, les anciens spectateurs de l'émission Sesame Street avaient plus de possibilité d'obtenir un emploi convenable, et finalement gagnaient un salaire un peu plus élève. Toutefois, les chiffres statistiques concernant le marche du travail ne sont pas assez significatifs (encore à étudier). Ces chercheurs soulignent une bonne efficacité du programme. En dépit de ces résultats importants, ils estimaient la dépense pour l'émission à 5 dollars en valeur actuelle, par enfant et par an.

## Attaque de Donald Trump et conséquence
À la suite de l'arrivée du président Donald Trump, en 2025 Sesame Workshop a commencé à subir des difficultés financières, en raison de la baisse des subventions. Le contrat avec HBO a expiré. Toutefois, en dépit de l'attaque du président contre PBS sous prétexte de l'émission biaisée et de la propagande de gauche, les futures épisodes seront assurés grâce au budget quasiment indépendant de PBS émanant des donateurs. Une autre solution est trouvée avec la diffusion sur Netflix. Le 18 juillet, la Chambre des représentants a voté par 216 voix contre 213 pour la suppression du financement du gouvernement fédéral vers PBS. Sesame Workshop doit adapter à la situation. Avec un budget réduit, une partie des émissions se composera des programmes déjà diffusés.

## Versions internationales

### En France
- De septembre 1974 à 1976, des séquences de l'émission américaine doublées en français constituent un des deux modules de l'émission L'Île aux enfants, sous le titre Bonjour Sésame. L'autre module étant L'Univers de Casimir ;
- De 1978 à 1982, Sesame Street est adaptée sur TF1 sous le titre 1, rue Sésame. La série compte environ 80 épisodes ;
- En 1992, des séquences de l'émission américaine doublées en français sont diffusées sous le titre Sésame, ouvre-toi dans C'est Lulo ! sur FR3. Rediffusion en 1995 sur La Cinquième ;
- En 2005, Sesame Street a droit à une nouvelle adaptation sous le titre 5, rue Sésame sur France 5. La série compte 75 épisodes de 26 minutes[18].
- En 2024, NBC a annoncé que le gang de Sesame Street se rendrait à Paris pour couvrir les matchs, qui se dérouleront du 26 juillet au 11 août 2024. 17 ans plus tard, les Muppets de Rue Sésame seront également diffusées sur France Télévisions lors des Jeux olympiques d'été, tout comme aux USA.

### Au Canada
- De l'automne 1975 à la fin de l'été 1978, l'émission américaine doublée en français québécois est diffusée à la Télévision de Radio-Canada sous le titre Sésame, avec les voix de Bernadette Morin (Gertrude), Roger Joubert (Kermitt la grenouille), Ronald France (Croque-Croque le monstre), Benoît Marleau (Big Bird / Ernest / Groover), André Montmorency (Blaise), Luc Durand (Bart)[19], Yvon Dufour, Léo Ilial, Janine Fluet, Jean-Guy Moreau et Jean-Louis Millette[20].
- Sesame Street Canada, coproduction canadienne partiellement bilingue est diffusée de 1996 à 2002 (5 saisons, 260 épisodes). Cette coproduction canadienne n'était plus doublée en français pour la CBC.

#### Amérique du Nord
- Elmopalooza est sorti en DVD et sous-titré en français de 1998.
- De 1 avril 2022, Sesame Street / Les Amis de Sésame contient des épisodes nouveaux et classiques de 1969 à 2010 sur Crave jusqu'au 31 mars 2025.
  - Elmo fait son spectacle, la collection de courts segments avec les saisons 43, 44 et 45 précédemment diffusée sur Ici Radio-Canada Télé et elle est présentement diffusée sur TFO.
- En 2024, NBC a annoncé que le gang de Sesame Street se rendrait à Paris pour couvrir les matchs, qui se dérouleront du 26 juillet au 11 août 2024. La couverture inclura également les affiliations NBC à Boston-Canada Atlantique sur WBTS-CD, Seattle-Victoria sur KING-TV, Duluth sur KBJR-TV, Buffalo sur WGRZ et Rochester-Ontario sur WHEC-TV et en NBC.

### En Belgique francophone
- À partir de septembre 1976, l'émission américaine doublée en français est diffusée sur la RTBF sous le titre Bonjour Sésame comme en France.

### Dans le reste du monde
Sesame Street est ou a été diffusé depuis 1969 dans 120 pays, et 20 émissions dans des langues différentes sont coproduites par Sesame Workshop avec des partenaires nationaux :
- Afrique du Sud : Takalani Sesame
- Allemagne : Sesamstraße ; Eine Möhre für Zwei
- Bangladesh : Sisimpur
- Brésil : Vila Sésamo
- Canada : Sesame Park
- Chine : Zhima Jie
- Danemark : Sesamgade
- Égypte : Iftah Ya Simsim
- Espagne : Barrio Sésamo
- France : 1, rue Sésame ; 5, rue Sésame
- Inde : Galli Galli Sim Sim
- Indonésie : Jalan Sesama
- Irlande du Nord : Sesame Tree
- Israël : Rechov Sumsum ; Sippuray Sumsum ; Shara'a Simsim
- Japon : Sesame Street
- Jordanie : Hikayat Simsim
- Kosovo : Rruga Sesam — Ulica Sezam
- Koweït : Iftah Ya Simsim
- Mexique : Plaza Sésamo
- Nigéria : The Adventures of Kami and Big Bird ; Sesame Square
- Norvège : Sesam Stasjon
- Pakistan : Gali, Gali Hamara
- Palestine : Hikayat Simsim ; Rechov Sumsum ; Shaareh Simsin
- Pays-Bas : Sesamstraat
- Philippines : Sesame!
- Pologne : Ulica Sezamkowa
- Portugal : Rua Sésamo (1989 - 1994 (saisons 1-25)) ; Abre-te Sésamo / Brinca Comigo Rua Sésamo (2007 - 2012 (saisons 33-37/PWMS))
- Royaume-Uni : Play With Me Sesame
- Russie : Ulitsa Sezam
- Suède : Svenska Sesam
- Turquie : Susam Sokağı

Versions doublées et adaptées de la version américaine
- Afghanistan : Koche Sesame
- Australie : Open Sesame
- Cambodge : Sabai Sabai Sesame
- Canada : Sésame
- Danemark : Sesam, luk dig op ; Elmers Verden
- Espagne : Juega Conmigo, Sésamo ; La Cometa Blanca
- Finlande : Seesamtie
- France : Bonjour Sésame
- Inde : Khul Ja Sim Sim
- Indonésie : Boneka Sesame
- Irlande : Sraid Sesame
- Islande : Sesam Opnist Pû
- Italie : Sesamo Apriti
- Malaisie : Taman Sesame
- Mexique : El Mundo de Elmo
- Pologne : Sezamkowy Zakątek
- République tchèque : Sezamé Otevri Se
- Suède : Sesam
- Tanzanie : Kilimani Sesame

En 1970, David Frost a donné son avis : « Les Américains ont tendance à croire que ceux qui sont venus des étrangers restent meilleurs que ceux que les Américains font. Or, l'émission Sesame Street est le meilleur programme des enfants que j'ai vu jusqu'ici. Vraiment, celui-ci est une télévision internationale. Il connaît son succès, dans n'importe quel pays où se trouve cette émission. »

## Autour de l'émission
- Surprise du public, en 1970, la chanson Rubber Duckie d'Ernie, chanté par Jim Henson, a obtenu le 16e dans le Billboard Hot 100 (dit the charts) et y restait pendant 9 semaines[3] : [écouter en ligne]
- Le 23 novembre 1970, le magazine Time se consacrait à l'émission Sesame Street, avec la couverture de Big Bird et le titre SESAME STREET : TV's Gift to Children (Cadeau de télévision pour les enfants) :
(en)[lire en ligne][rm 4].
- En 1993, dans l'optique d'aider un garçon de l'âge de 13 ans en difficulté, l'émission lui a offert un rôle d'enfant. Carlo Alban, originaire de l'Équateur, n'avait en effet pas de green card (titre de séjour). Or, il était toujours isolé de la plupart de l'équipe, socialement et psychologiquement. Après qu'il avait obtenu le titre et quitté le rôle en 1997, le CTW a décidé de ne pas répéter cette erreur, en sachant qu'il ne s'agit pas de solution pour sauver les enfants dans la même situation[21],[22].
- En  2014, les personnages de Sesame Street se joignent au Chœur du Tabernacle mormon pour leur concert de Noël.
- En 2016, le personnage de Macaron (« Cookie Monster » en VO) apparaît dans une publicité pour Apple sur l'iPhone 6s, ainsi que dans un sketch mettant en scène les coulisses de cette publicité[23],[24].

## Jubilé
- Du 4 au 10 novembre 2009, pour le quarantième anniversaire de la version américaine, le logo de Google a pris des formes particulières, évoquant plusieurs des personnages du programme[25] :
  - 4 novembre (Big Bird)
  - 5 novembre (Coockie Monster)
  - 6 novembre (Bert et Ernie)
  - 7 novembre (Oscar)
  - 8 novembre (Elmo)
  - 9 novembre (comte Count von Count)
  - 10 novembre (tous les personnages)

- En 2019, l'émission Sesame Street a célébré son cinquantième anniversaire, avec plus de 4 500 épisodes. Celle-ci est devenu l'un des plus longs programmes de télévision, telle la série Doctor Who de la BBC depuis 1963. Or, il s'agit d'une véritable émission pédagogique, ce qui est rare dans l'histoire de la télévision[8].

## Distinctions
À partir de 1970, le programme ainsi que son équipe sont très régulièrement récompensés par les Emmy Awards : 1970 (3), 1971 (1), 1972 (1), 1973 (1), 1977 (1), 1978 (1), 1979 (1), 1980 (2), 1981 (1), 1983 (1), 1987 (1), 1989 (1), 1991 (2), 1996 (2), 1998 (1), 2012 (1), 2017 (1), 2018 (1), 2019 (1), 2020 (1).
Aussitôt inaugurée, l'émission Sesame Street a compté, en plus des Emmy Awards, 17 autres prix, tel les Peabody Awards. En 1998, le nombre de récompenses accordées dépassait plus de 100 prix.